# إرنست ويونغ
إرنست ويونغ (بالإنجليزية: Ernst & Young)‏ أو اختصارا E&Y هي إحدى أكبر الشركات المهنية في العالم وتعدّ واحدة من الأربع الكبرى وهي بالإضافة إلى إرنست ويونغ: برايس وتر هاووس كوبرز وديلويت توش توهماتسو وكيه بي إم جي. بناء على مجلة فوربس تعدّ سابع أكبر شركة في الولايات المتحدة الأمريكية وذلك في سنة 2007.
تعدّ إرنست ويونغ منظمة عالمية تتكون من مجموعة من الشركات الأعضاء. المقر الرئيسي العالمي لها في لندن في بريطانيا، أما المقر الرئيسي لفرعها في الولايات المتحدة الأمريكية فيقع في نيويورك 5

## تاريخ الشركة

### أمريكا والمملكة المتحدة
تشكلت الشركة بفعل سلسلة من الاندماجات لشركات سابقة. تم تأسيس أقدم هذه المنظمات في سنة 1849 في إنجلترا وسميت هاردنج آند بولين. في تلك السنة قام فريدريك ويني بالانضمام إلى الشركة. أصبح شريكاً في سنة 1859 وبدخول أبنائه إلى الشركة تغير اسمها إلى ويني، ومن ثم في سنة 1894 أصبح اسمها سميث آند ويني.
في بداية سنة 1924 قامت هذه الشركات الأمريكية بالاندماج مع شركات بريطاينة شهيرة، حيث اندمجت يونج مع برودس باتيرسون وشركائه. أما إرنست فاندمجت مع سميث وويني. أدى هذا الأمر إلى تأسيس الشركة الأنجلو-أمريكية التي أطلق عليها اسم إرنست آند ويني وكان هذا في سنة 1979 حيث اعتبرت رابع أكبر شركة محاسبية في العالم. في سنة 1989، اندمجت الشركة رقم 4 على مستوى العالم مع الشركة رقم 5 على مستوى العالم وهي آرثر يونغ مما أدى إلى تشكيل إرنست ويونغ.
في العام 2022 رفض الشركاء الموافقة على مشروع فصل الشركة لذراعين خاص و مدرج في البورصة في مشروع يدعى ايفيرست

## الانتشار العالمي
لا تقوم شركة إرنست ويونغ العالمية بتقديم أي أعمال للعملاء. بل تقوم يتحديد المعايير العالمية، وتقوم أيضا بمراقبة السياسات العالمية واتساق الخدمات التي تقدمها الشركات الأعضاء. يتم تنفيذ أعمال العملاء من خلال الشركات الأعضاء. يتم تنظيم كل شركة من شركات إرنست ويونغ في أنحاء العالم بحيث تكون جزء من المناطق التالية:
- أوروبا والشرق الأوسط والهند وأفريقيا.
- الأمريكيتين.
- الشرق الأقصى.
- أوقيانوسيا.
- اليابان.

يوجد فريق إداري منفصل لكل منطقة والذي يكون على رأسه الشريك الإدراي للمنطقة والذي يتواجد على مجلس الإدراي التنفيذي العالمي.
في 1 يوليو لسنة 2008، حصلت إرنست ويونغ على موافقة الشركاء بأن تقوم بتوحيد كل مكاتبها في 87 دولة موزعين في أوروبا والشرق الأوسط والهند وأفريقيا ليتم تشكيل وحدة EMEIA الإدراية.